# Abu Dhabi United Group
Abu Dhabi United Group for Development and Investment (ADUG), مجموعة أبوظبي الاتحاد للتنمية والاستثمار,' è una società di investimento di proprietà dello Sceicco Mansour bin Zayed Al Nahyan, membro della Famiglia Reale di Abu Dhabi e Ministro degli Affari Presidenziali degli Emirati Arabi Uniti.

## Sport
Il principale oggetto d'interesse della società è il City Football Group, la holding company che detiene il controllo di alcuni importanti club calcistici a livello mondiale, tra cui il Manchester City Football Club, il New York City Football Club e il Palermo Football Club.

## Altri interessi commerciali
ADUG hanno anche un ampio portafoglio di proprietà negli Emirati Arabi Uniti e all'estero. Oltre a Manchester City Football Club, ADUG hanno accumulato investimenti per un totale circa £ 1 miliardo a Manchester, principalmente in immobili e settori di istruzione superiore.
A parte l'acquisto di beni per il loro controllo, ADUG siglato un partenariato decennale con il Manchester City Consiglio di rinnovare la fine est della città - non a caso la stessa area in cui si basano Manchester City - la creazione del Manchester Vita Development Company in collaborazione con il Consiglio al fine di costruire 6.000 case a prezzi accessibili nella zona.
Masdar e Mubadala Development, veicoli di investimento sorella di Abu Dhabi gestiti dal Manchester City il presidente Khaldoon Al Mubarak detiene anche numerosi investimenti che sono collegati a ADUG.